# Bianzhong

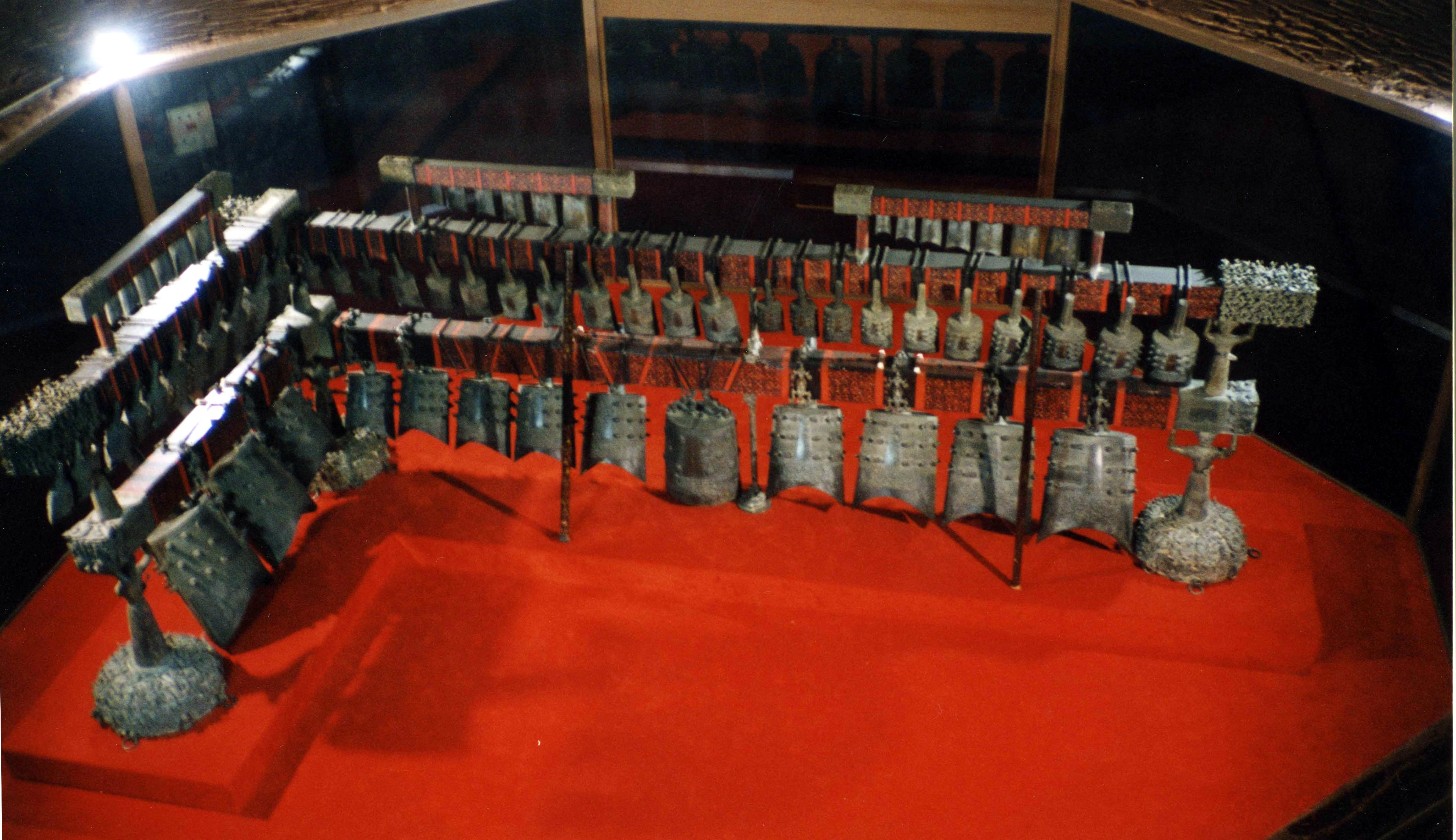
Bianzhong del marqués de Yi de zeng, Fecha 433 A.C., Reinado Chu.

Bianzhong (en chino tradicional, 編鐘; en chino simplificado, 编钟; pinyin, biān zhōng) es un antiguo instrumento musical chino. Este singular instrumento, se compone de un conjunto de campanas de bronce, colocados en 2 o 3 filas que cuelgan de una estructura de madera, se hacen tañer con el golpeo de una mazo. Las campanas del BianZhong, al contrario de las que podríamos denominar "normales", no son regulares porque la boca es una elipse y no un círculo. La parte a golpear es la parte más ancha. El Bianzhong junto con el Bianqing son dos instrumentos utilizados desde tiempos inmemoriables en los rituales religiosos chinos. Su uso se está recuperando, claro ejemplo de esto, son los conciertos que se organizan en torno al melódico sonido BianZhong.
Las  campanas cuelgan en dos estructura de madera con las dimensiones de 7,48 metros largo y 2,56 metros ancho y el otro de 3,35 metros largo y 2,73 metros ancho. La estructura sostiene 64 campanas divididos en grupos de ocho. 
Muchos bianzhong se trajeron de Corea durante el mandato de la dinastía Song. En Corea se le conoce como pyeonjong, el cual se utiliza hoy en día también para dar conciertos. Similar pero no idéntico es el japonés hensho.